# تومویا یوگاجین
تومویا یوگاجین (ژاپنی: 宇賀神 友弥؛ زادهٔ ۲۳ مارس ۱۹۸۸) یک بازیکن فوتبال اهل ژاپن است. وی همچنین در تیم ملی فوتبال ژاپن بازی کرده‌است.
از باشگاه‌هایی که در آن بازی کرده‌است می‌توان به باشگاه فوتبال اوراوا رد دیاموندز اشاره کرد.